# París-Roubaix 1972
La París-Roubaix 1972 fou la 70a edició de la París-Roubaix. La cursa es disputà el 16 d'abril de 1972 i fou guanyada pel belga Roger de Vlaeminck, que s'imposà en solitari, en l'arribada a Roubaix a André Dierickx i Barry Hoban.

## Classificació final
|    | Ciclista               | Equip                  | Temps      |
| -- | ---------------------- | ---------------------- | ---------- |
| 1  | Roger de Vlaeminck     | Dreher                 | 7h 24' 05" |
| 2  | André Dierickx         | Flandria-Beaulieu      | + 1' 57"   |
| 3  | Barry Hoban            | Gan-Mercier-Hutchinson | + 2' 13"   |
| 4  | Willy Teirlinck        | Sonolor                | + 2' 34"   |
| 5  | Willy van Malderghem   | Watney-Avia            | + 2' 36"   |
| 6  | Gustaaf van Roosbroeck | Watney-Avia            | + 2' 39"   |
| 7  | Eddy Merckx            | Molteni                | m. t.      |
| 8  | Eddy Peelman           | Gan-Mercier-Hutchinson | m. t.      |
| 9  | Ole Ritter             | Dreher                 | m. t.      |
| 10 | Raymond Poulidor       | Gan-Mercier-Hutchinson | m. t.      |